# Jordi Bloem
Jordi Bloem (Amsterdam, 10 september 1976) is een Nederlandse meteoroloog. Hij verwierf bekendheid door zijn bijdrages bij Omroep Gelderland en Omroep Brabant. 

## Biografie
De fascinatie voor het weer begon bij Bloem op jonge leeftijd. Bloem studeerde aan de Wageningen Universiteit, maar gaf dat op toen hij weerman op radio en tv kon worden, via het toenmalige MeteoConsult in Wageningen. Hij werkte zo voor diverse regionale en landelijke radio- en televisiezenders. 
Sinds februari 2022 runt Bloem zijn eigen weer-bedrijf met een eigen tv- en radiostudio en werkt voor Omroep West en Radio M Utrecht. 